# 박윤 (뮤지컬 배우)
박윤(1991년 12월 16일 ~ )은 대한민국의 뮤지컬 배우다.

## 방송
- 더블 캐스팅 (2020) - Top44

## 공연
- 푸르고 푸른 (2019)
- Yesterday (2019)
- 구름으로 그린 숲 (2018)